# Liste der Nummer-eins-Hits in Frankreich (1996)
Diese Liste enthält alle Nummer-eins-Hits in Frankreich im Jahr 1996. Es gab in diesem Jahr elf Nummer-eins-Singles und 16 Nummer-eins-Alben.
| Singles | Alben |
| --- | --- |
| - Coolio feat. L. V. – Gangsta’s Paradise - 13 Wochen (26. November 1995 – 24. Februar 1996, insgesamt 14 Wochen) - Ophélie Winter – Dieu m'a donné la foi - 1 Woche (25. Februar – 2. März) - Coolio feat. L. V. – Gangsta’s Paradise - 1 Woche (3. März – 9. März, insgesamt 14 Wochen) - Babylon Zoo – Spaceman - 2 Wochen (10. März – 23. März) - Robert Miles – Children - 11 Wochen (24. März – 8. Juni) - Mark Snow – The X-Files - 1 Woche (9. Juni – 15. Juni) - Los del Río – Macarena - 4 Wochen (16. Juni – 13. Juli, insgesamt 7 Wochen) - Carrapicho – Tic, Tic Tac - 3 Wochen (14. Juli – 3. August) - Los del Río – Macarena - 3 Wochen (4. August – 24. August, insgesamt 7 Wochen) - The Fugees – Killing Me Softly - 5 Wochen (25. August – 28. September) - Spice Girls – Wannabe - 3 Wochen (29. September – 19. Oktober) - Khaled – Aïcha - 1 Woche (20. Oktober – 26. Oktober) - Gala – Freed from Desire - 13 Wochen (27. Oktober 1996 – 25. Januar 1997) | - Céline Dion – D’eux - 15 Wochen (26. November 1995 – 9. März 1996, insgesamt 44 Wochen; → 1995) - Céline Dion – Falling into You - 4 Wochen (10. März – 6. April, insgesamt 5 Wochen) - Rage Against the Machine – Evil Empire - 1 Woche (7. April – 13. April) - Céline Dion – Falling into You - 1 Woche (14. April – 20. April, insgesamt 5 Wochen) - The Cranberries – To The Faithful Departed - 3 Wochen (21. April – 11. Mai) - George Michael – Older - 2 Wochen (12. Mai – 25. Mai) - Michel Polnareff – Live At The Roxy - 1 Woche (26. Mai – 1. Juni, insgesamt 2 Wochen) - Metallica – Load - 1 Woche (2. Juni – 8. Juni) - Michel Polnareff – Live At The Roxy - 1 Woche (9. Juni – 6. Juli, insgesamt 2 Wochen) - Johnny Hallyday – Lorada Tour - 3 Wochen (7. Juli – 27. Juli, insgesamt 4 Wochen) - Worlds Apart – Everybody - 1 Woche (28. Juli – 3. August, insgesamt 2 Wochen) - Johnny Hallyday – Lorada Tour - 1 Woche (4. August – 10. August, insgesamt 4 Wochen) - The Fugees – The Score - 7 Wochen (11. August – 28. September, insgesamt 8 Wochen) - Nirvana – From the Muddy Banks of the Wishkah - 1 Woche (29. September – 5. Oktober) - The Fugees – The Score - 1 Woche (6. Oktober – 12. Oktober, insgesamt 8 Wochen) - Phil Collins – Dance Into The Light - 1 Woche (13. Oktober – 19. Oktober) - Céline Dion – Live à Paris - 2 Wochen (20. Oktober – 2. November, insgesamt 8 Wochen; → 1997) - Barbara – Barbara - 1 Woche (3. November – 9. November) - Noir Désir – 667.667 Club - 1 Woche (10. November – 16. November) - Céline Dion – Live à Paris - 5 Wochen (17. November – 21. Dezember, insgesamt 8 Wochen) - Spice Girls – Spice - 1 Woche (22. Dezember – 28. Dezember) - Worlds Apart – Everybody - 1 Woche (29. Dezember 1996 – 4. Januar 1997, insgesamt 2 Wochen) |